# Ventura Ruiz Aguilera

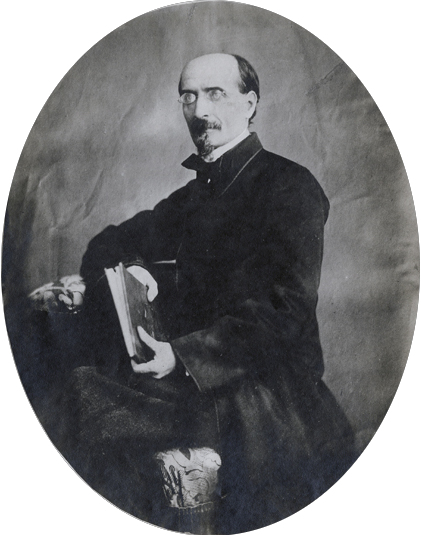
Ventura Ruiz Aguilera

Ventura Ruiz Aguilera (spr. aghilera), genannt „der spanische Béranger“ (* 2. November 1820 in Salamanca; † 1. Juli 1881 in Madrid) war ein spanischer Dichter.

## Leben
Ruiz Aguilera studierte in Salamanca Medizin und praktizierte um 1842 kurzzeitig in Galisteo in Cáceres als Landarzt. Anschließend ging nach Madrid, wo er sich seit 1843 der Poesie und der politischen Journalistik widmete. Er schloss sich der progressistischen Partei an und arbeitete in der carlistenfeindlichsten Presse, verfasste Beiträge für mehrere Zeitungen, wie Las hijas de Eva, Nuevo Espectador, La Prensa, El Museo Universal oder Las Novedades, für die er teilweise als Herausgeber fungierte. Er wurde nach längerer journalistischer Tätigkeit Direktor des archäologischen Museums. Dabei rief er in seinen Gedichten Ecos nacionales und Satyras das spanische Volk zum Aufstand gegen die Obrigkeit auf, den er selbst unterstützte. Er bekleidete Verwaltungsposten in liberalen Ministerien. Seine bedeutendsten Gedichte waren die Elegias, die von Johannes Fastenrath ins Deutsche übersetzt und im  Buch meiner spanischen Freunde (Band 2, Leipzig. 1871) veröffentlicht wurden. „Aguilera wusste in seinen Dichtungen glühende Vaterlandsliebe und wehmütige Klage, warme Begeisterung und feinsinnige Betrachtung mit gleicher Vollendung zum poetischen Ausdruck zu bringen.“
Obwohl er ein überzeugter Republikaner war und konsequent seine Ideen verfolgte, unterhielt er dennoch freundschaftliche Beziehungen zu prominenten Persönlichkeiten des gegensätzlichen politischen Lagers so unter anderem zu Antonio Cánovas del Castillo. Er hatte eine Tochter Elisa, die früh verstarb und der er 1873 die Elegías widmete.
In seiner Geburtsstadt Salamanca wurde „Calle Ventura Ruiz Aguilera“ nach ihm benannt.

## Werke (Auswahl)
Seinen Ruf als Dichter begründeten seine volkstümlichen Cantares.
- Veladas poéticas.
- Armonías y cantares.
- La Arcadia moderna.
- La Leyenda de nochebuena. Medina y Navarro, Madrid 1872 (archive.org, deutsch bearbeitet von Fastenrath als Stimmen der Weihnacht W. Friedrich, Leipzig 1880).
- Proverbios ejemplares.
- El mundo al revés.
- Obras Completas Madrid 1873.
- Poesias. Perlado, Madrid 1908 (archive.org).